# Heliura virecsens
Heliura virecsens là một loài bướm đêm thuộc phân họ Arctiinae, họ Erebidae.